# Obština Novo Selo
Obština Novo Selo (bulharsky Община Ново село) je bulharská jednotka územní samosprávy ve Vidinské oblasti. Leží v severozápadním cípu Bulharska podél Dunaje u hranic s Rumunskem. Sídlem obštiny je ves Novo Selo, kromě ní zahrnuje obština 4 vesnice. Žije zde přes 2 tisíce stálých obyvatel.

## Sídla
| - Florentin - Jasen - Negovanovci | - Novo Selo (sídlo správy) - Vinarovo |

## Sousední obštiny
| Růžice kompasu |         |                   |  | Růžice kompasu |
| Růžice kompasu | Bregovo | Sever             |  | Růžice kompasu |
| Růžice kompasu | Bregovo | Obština Novo Selo |  | Růžice kompasu |
| Růžice kompasu | Bregovo | Jih               |  | Růžice kompasu |
| Růžice kompasu | Vidin   |                   |  | Růžice kompasu |

## Obyvatelstvo
V obštině žije 2 295 stálých obyvatel a včetně přechodně hlášených obyvatel 2 709. Podle sčítáni 1. února 2011 bylo národnostní složení následující:
- Bulhaři: 2 834 (97.0 %)
- Romové: 70 (2.4 %)
- ostatní: 19 (0.7 %)